# Converse All-star
Chuck Taylor All-Stars, також «конверси» (англ. Converse All-Star) — знамениті кеди фірми «Converse». Фірму заснував Маркус Міллс Конверс (англ. Marquis Mills Converse) в 1908 році. Вперше ці кеди з'явилися в баскетбольних магазинах в 1917 році. Тоді вони називалися просто All-Star. Спочатку кеди не були особливо популярні, поки їх не помітив баскетболіст Чак Тейлор (Chuck Taylor). Він був буквально вражений дизайном «конверсів», і незабаром взяв активну участь у їх рекламній компанії. Кеди допрацювали ще трохи, назву змінили на Chuck Taylor All-Star, а на бічній нашивці взуття з'явився підпис баскетболіста.
Кеди випускаються різних кольорів, різної форми (низькі, середні, високі) і з різних матеріалів — окрім звичайних матер'яних, існують шкіряні, замшеві, вінілові, денімові і навіть конопляні «конверси». Також є моделі кед без шнурків, над дизайном яких також працював Чак Тейлор, незадовго до своєї смерті в 1969 році.
Кеди Converse відомі як атрибут панк-культури. У кінці 1970-х учасники багатьох панк-груп, наприклад Ramones і Blondie, носили їх. Також в 1990-х вони знову стали популярні серед шанувальників гранжа. У наш час[коли?] популярні у різних субкультур.

## Історія
Маркіз Міллс Конверс заснував компанію Converse Rubber Shoe Company в 1908 році в Малдені, штат Массачусетс. У 1917 році компанія розробила попередника сучасного взуття All Star, яке продавала під назвою «Нековзаючі». Взуття складалося з гумової підошви та брезентового верху та було розроблено для баскетболістів.

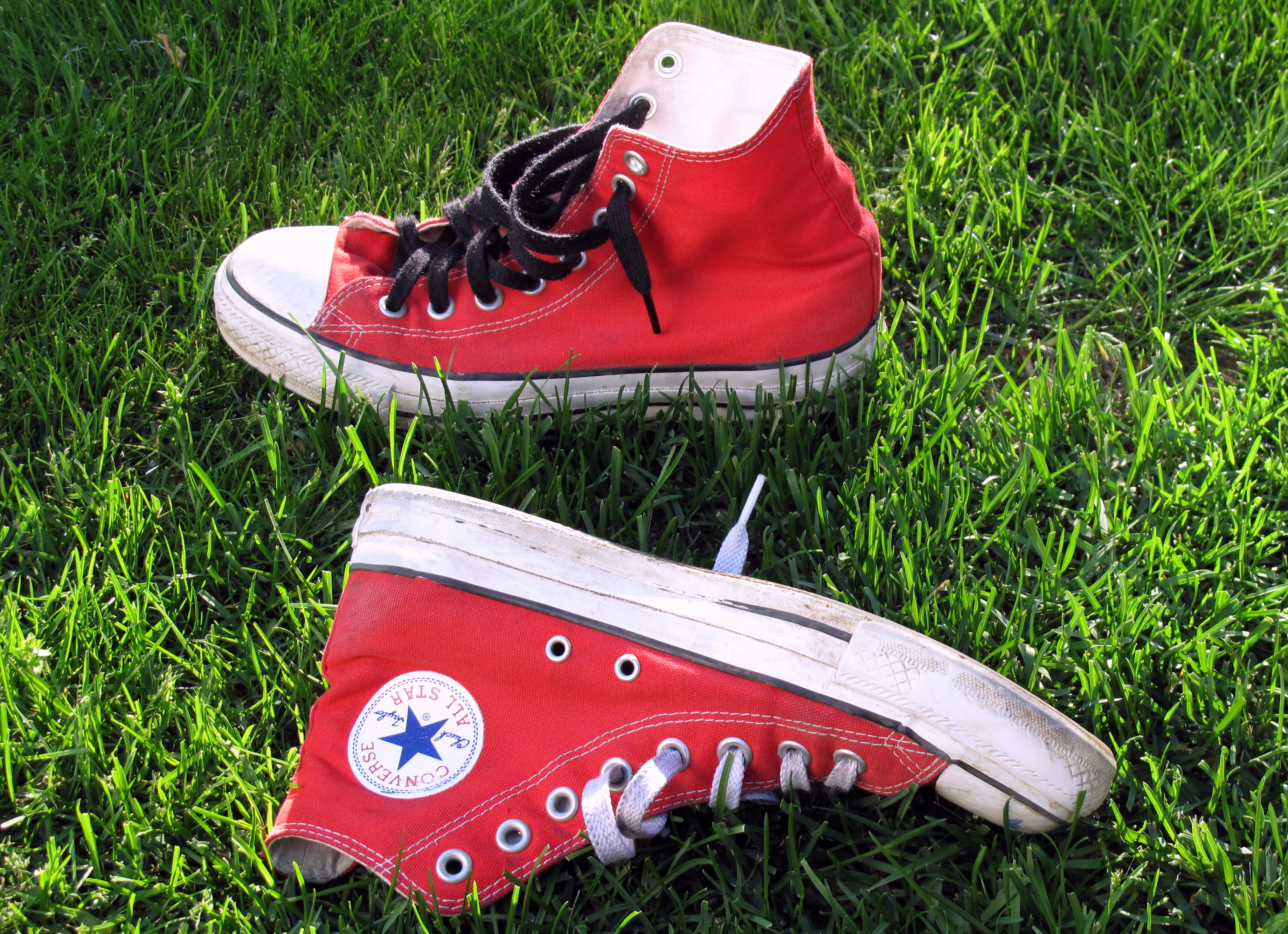
Червона пара Converse Chuck Taylor All Stars з підписом Тейлора

У 1921 році Чарльз «Чак» Тейлор, американський напівпрофесійний баскетболіст Akron Firestone Non-Skids, приєднався до Converse як продавець. Протягом року після прибуття Тейлора компанія прийняла його ідеї щодо вдосконалення дизайну взуття, щоб підвищити його гнучкість і підтримку щиколотки. Оновлене взуття також містило характерний логотип All-Star на круглій нашивці, яка захищала щиколотку. Після того, як підпис Тейлора був доданий до нашивки на щиколотці як підтвердження його вкладу в покращення, вони стали відомі як Chuck Taylor All Stars, перше спортивне взуття, яке було схвалене знаменитостями.